# Couserans
Le Couserans [kuz(ə)ʁɑ̃] (autrefois Conserans, et Coserans en occitan) est une petite province historique des Pyrénées, située dans la partie occidentale du département de l'Ariège en France. C'était à l'origine une cité gallo-romaine (civitas) devenue un évêché de l'antique Église des Gaules qui se maintint jusqu'à la Révolution française. Si la persistance moderne de ce territoire pouvait être le fait de l'arrondissement de Saint-Girons, subdivision de l'État, ici représenté par un sous-préfet, la création au 1er janvier 2017 de la communauté de communes Couserans - Pyrénées redonne un sens territorial et politique affirmé au Couserans.
Pays gascon de langue, son gentilé est couserannais (coseranés dans la graphie de l'I.E.O. et couseranés dans la graphie traditionnelle). Le nom de « Couserans » vient des Consoranni, le nom donné par les Romains au peuple antique qui avait son chef-lieu à Saint-Lizier. César, dans La guerre des Gaules, comme d'autres, différencie bien les Consoranni d'Aquitaine ou Convenae (Commingeois) et les Consoranni de Narbonnaise (Couserannais).

## Géographie
Le Couserans est un pays de montagne ; son plus haut sommet est le pic du Maubermé à 2 880 m d'altitude. Son territoire s'étend sur une trentaine de kilomètres autour de sa capitale Saint-Girons, en situation médiane par rapport aux villes de Saint-Gaudens et Foix. Sur la rive droite de la Garonne, il est constitué pour l'essentiel par les vallées du Salat, du Volp, de l'Arize et du Lez. Il compte un peu moins de 30 000 habitants (2015), pour 95 communes.

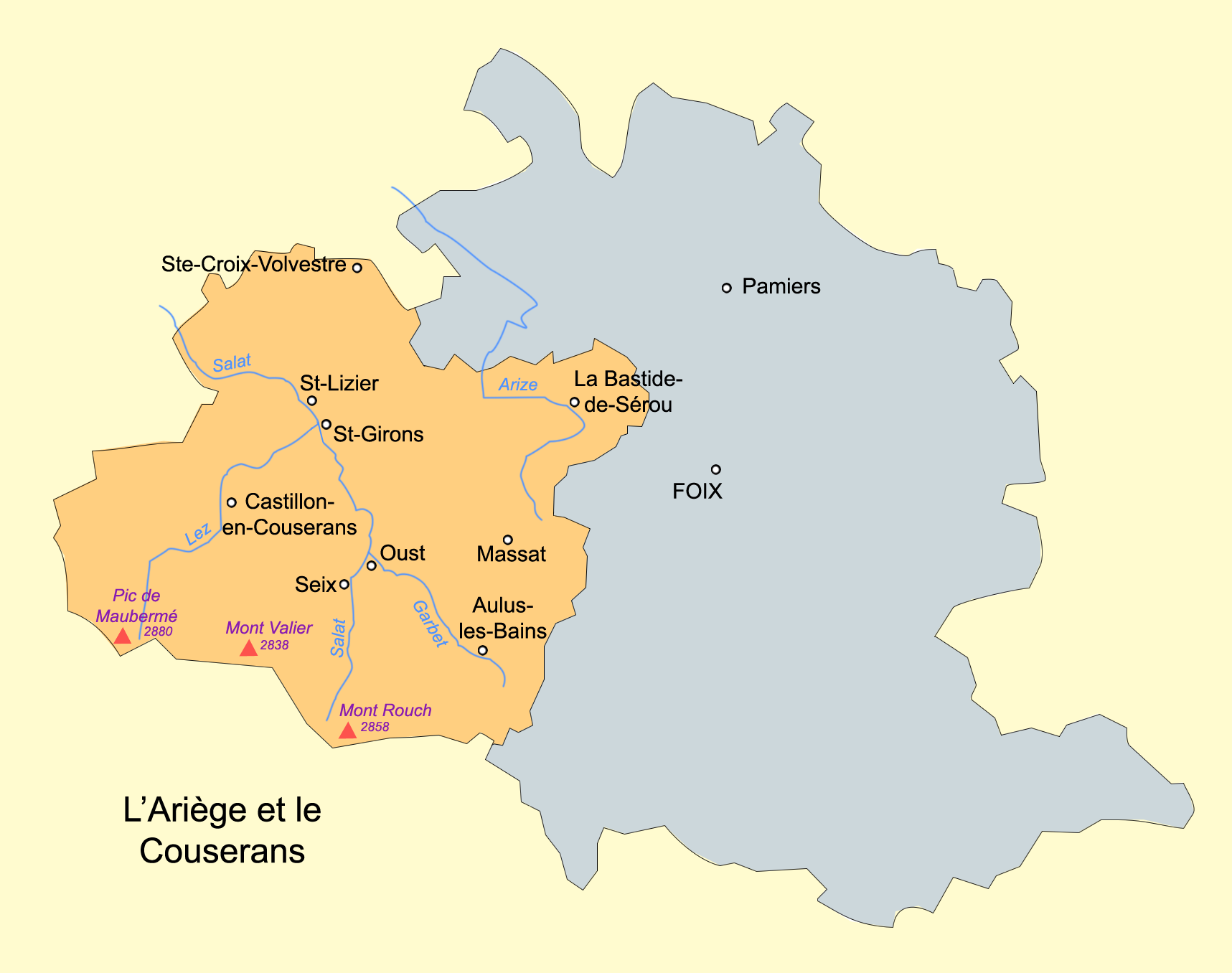
Situation du Couserans dans le département de l'Ariège.

### Du Volvestre à la chaîne frontalière

Blason de la vicomté de Couserans,« D'or à la bordure de gueules ».

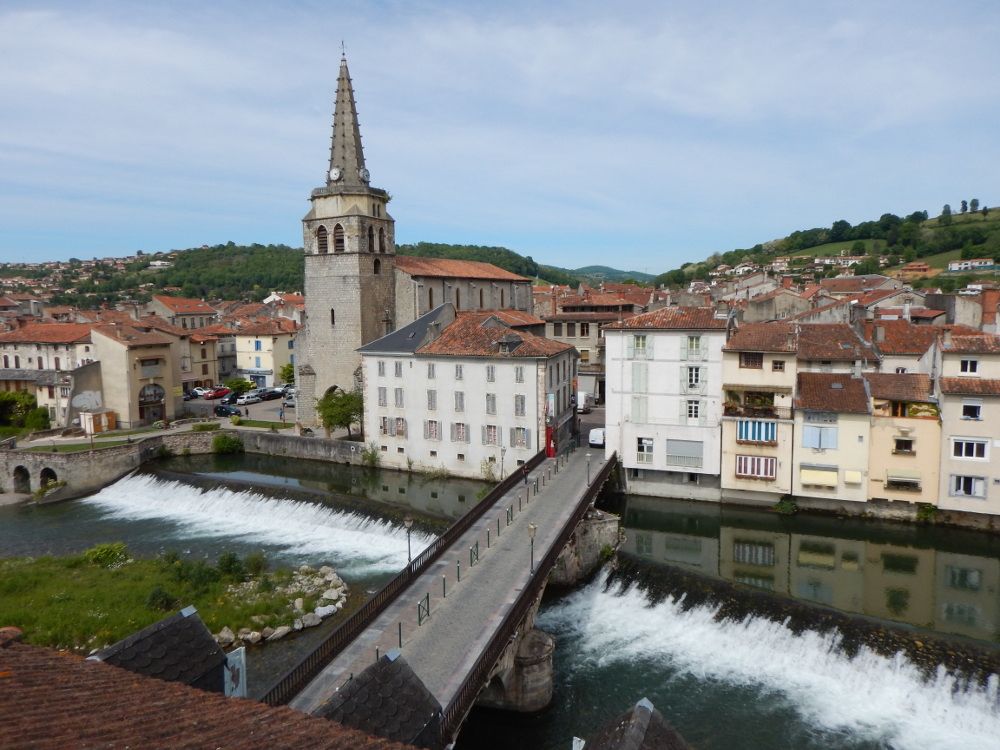
Le pont-vieux sur le Salat au centre-ville de Saint-Girons.

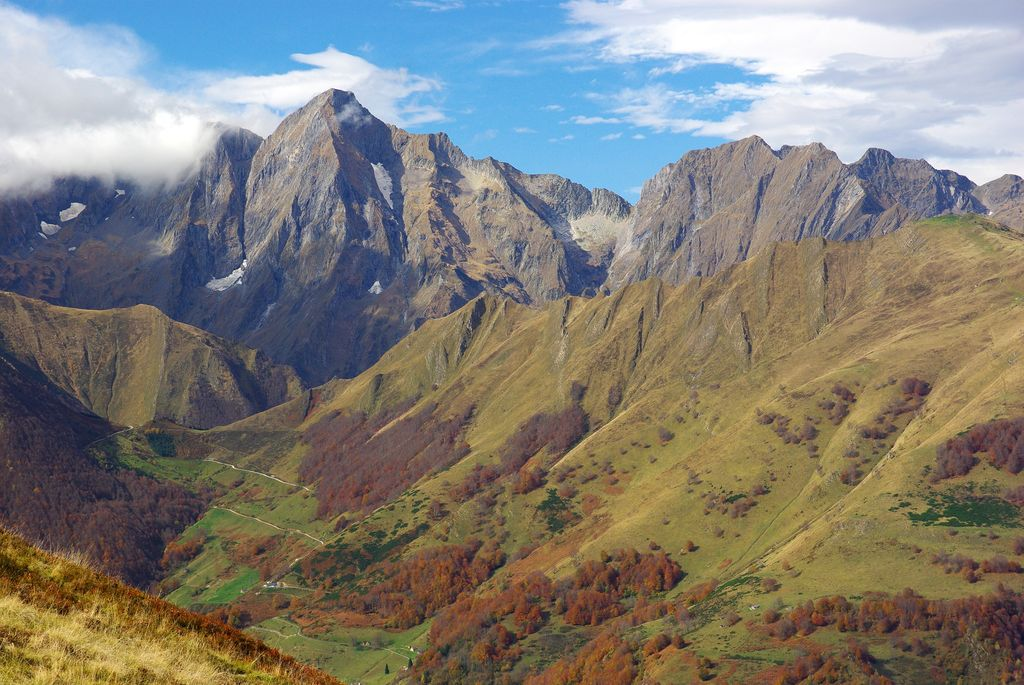
Le Mont Valier, emblématique du Couserans, et l'étonnant glacier d'Arcouzan dans la partie ombragée.

La colonne vertébrale du Couserans est constituée par le bassin versant du Salat, affluent de la Garonne. Au nord, le Volp, également affluent de la Garonne, irrigue le Volvestre ariégeois riverain de la Haute-Garonne.
Le piémont, entre 350 et 700 mètres d'altitude, appartient au domaine des Pré-Pyrénées ou Petites Pyrénées, prolongées à l’est par le Plantaurel, une région calcaire plissée où alternent vallons et lignes de crête.
Structuré en limite à l'Est par la vallée de l'Arize, affluent de la Garonne, le large couloir constitué par la vallée du Baup permet d'atteindre Foix. Le territoire s'étend donc vers l'Est jusqu'à La Bastide-de-Sérou (entre Saint-Girons et Foix) et au nord-est à proximité du Mas-d'Azil.
Au sud de cet ensemble, la montagne s'amplifie progressivement vers la crête frontalière avec l'Espagne, avec trois lignes de crête parallèles d'orientation est-ouest :
- d'abord, un chaînon qui atteint les 1 500 m, le front nord-pyrénéen (massif de Sourroque, massif d'Erp-Soulan, col de Rille),
- ensuite, la zone Adosse - Mirabat - Bouirex - Araing - Calabasse,
- enfin la chaîne axiale, sur la frontière avec l'Espagne, qui commence dans les montagnes d'Aulus, non loin du Pic de Montcalm (bassin de l'Ariège) et se poursuit jusqu'au pic du Crabère, sur la limite départementale avec la Haute-Garonne, en passant par les pics de Certescans, Barlonguère et Maubermé, le mont Rouch et le mont Valier, tous ayant 2 500 à 2 880 m d'altitude. Sur cette section des Pyrénées, la frontière ne descend jamais en dessous de 2 087 m (port de Salau) et la traversée n'est possible que par voie pédestre. Les versants sont raides, puisque les fonds de vallées, vers 1 200 m, sont rarement à plus de 3 ou 4 km de la ligne de crête.

Au pied de ces montagnes, deux cours d'eau, le Salat et le Lez, son principal affluent, qui individualisent les deux grandes parties de la montagne couserannaise : le Haut-Salat et le Castillonnais, reliés par le col de la Core (1 395 m).
Dans le Castillonnais aux vallées étroites (Biros, Bethmale), les villages sont essentiellement installés sur les soulanes. Dans le Haut-Salat, les bassins intérieurs (Oust-Seix, Massat, Ercé, Ustou) alternent avec les secteurs plus encaissés (gorge de la Ribaute entre Kercabanac et Lacourt), tandis que les soulanes, sous forme de plateaux (Soulan, Cominac) ou de collines (Sentenac d'Oust) dominent l'ensemble.
Dans le Haut-Salat, le pic de Montagnol et la vallée d'Angouls ont été classés « Zones naturelles d'intérêt écologique, faunistique et floristique », en raison de leur flore de hautes montagnes calcaires avec plantes endémiques ou rares, et de la présence d'une faune de montagne riche.

### Géologie

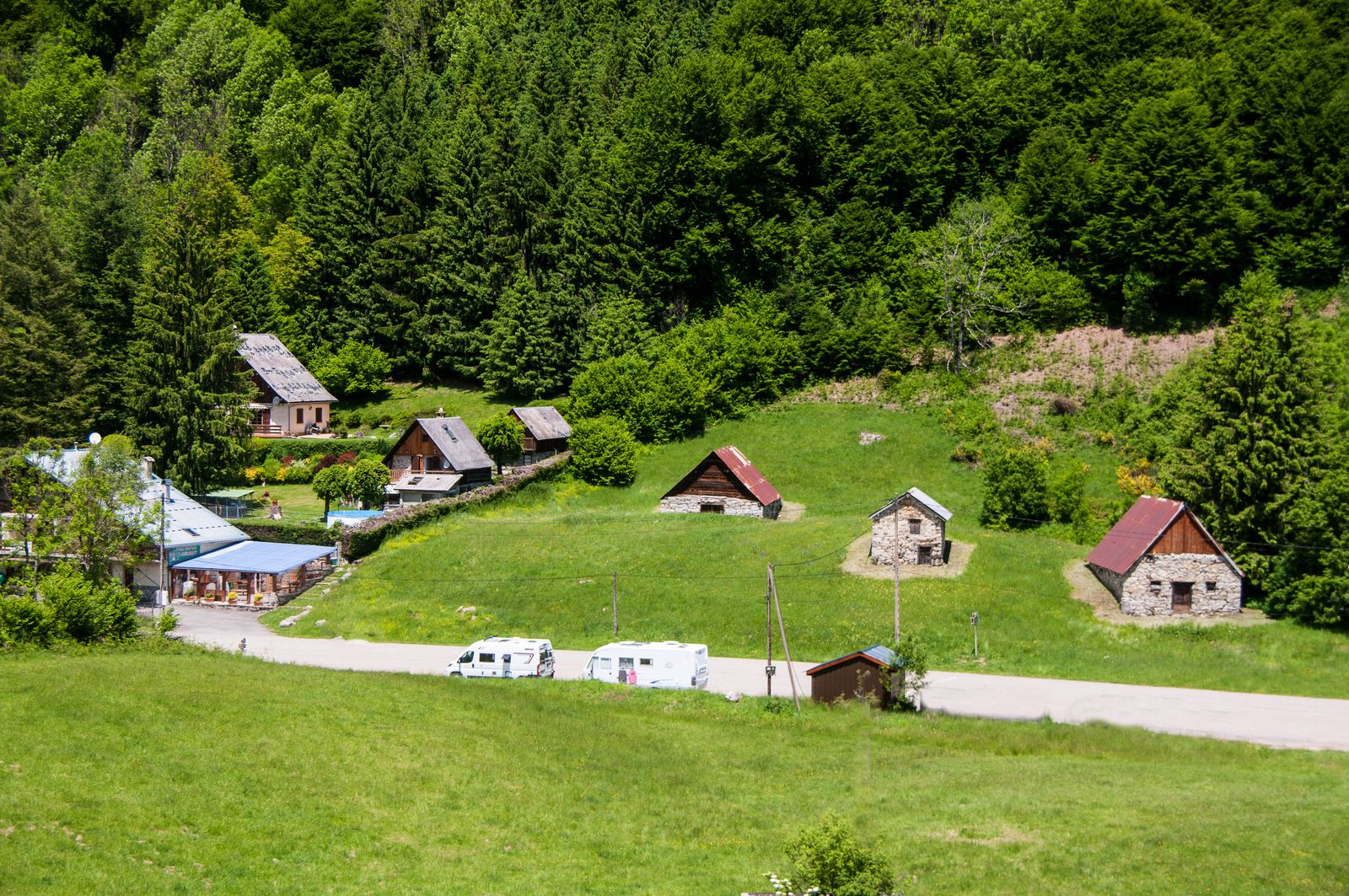
Le col de Latrape, lieu tracé par un glacier

L'essentiel de ce territoire est constitué de terrains sédimentaires, essentiellement calcaires, argiles et schistes, et, localement, des terrains granitiques (Erp avec ses granites pourris, montagnes d'Aulus) ou volcaniques. Les plus célèbres de ces derniers étant situés, au-dessus de Massat, autour de l'étang de Lers, qui a donné son nom à la roche verdâtre, la lherzolite.

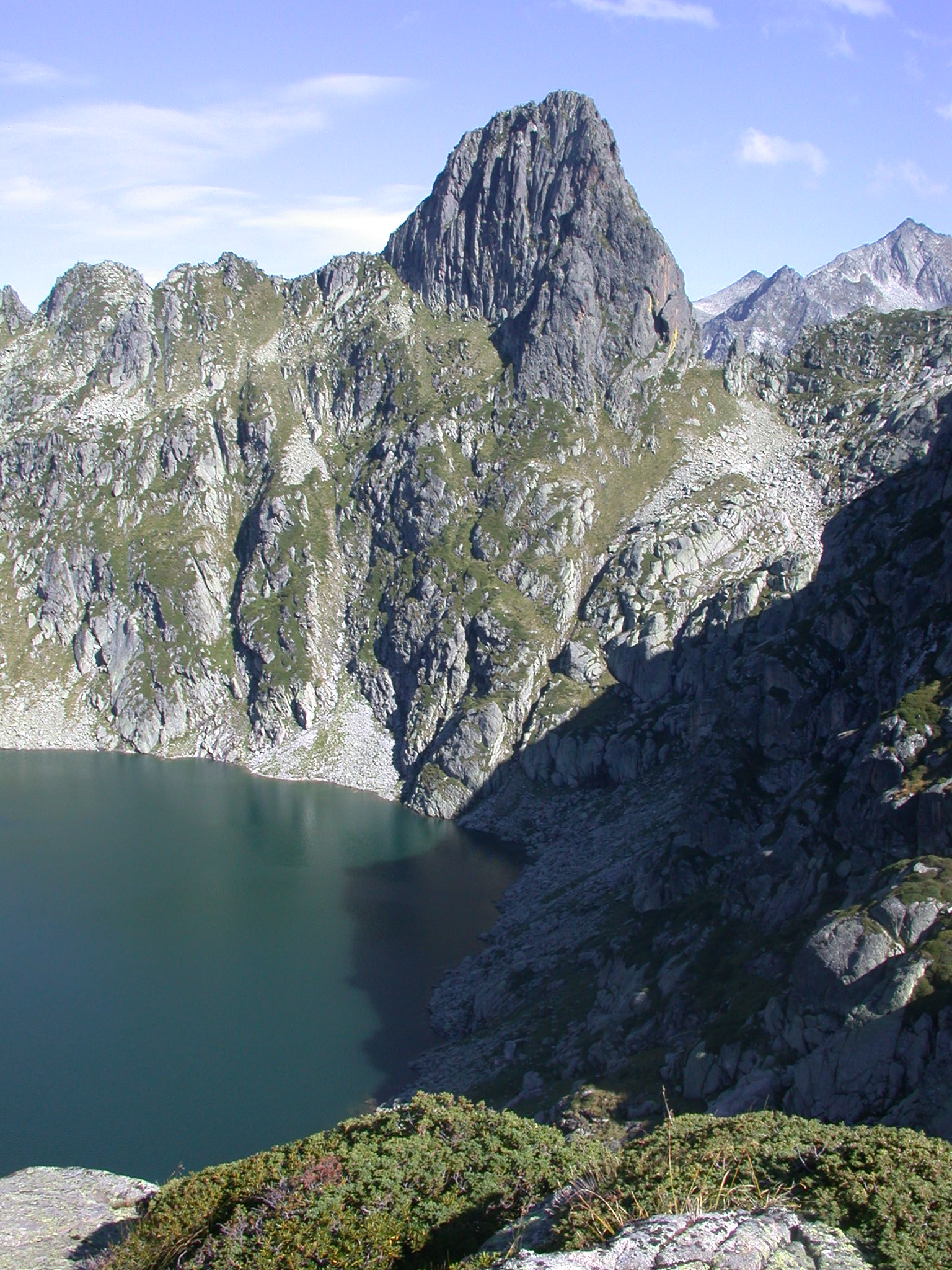
La dent de Mède et l'étang d'Aubé.

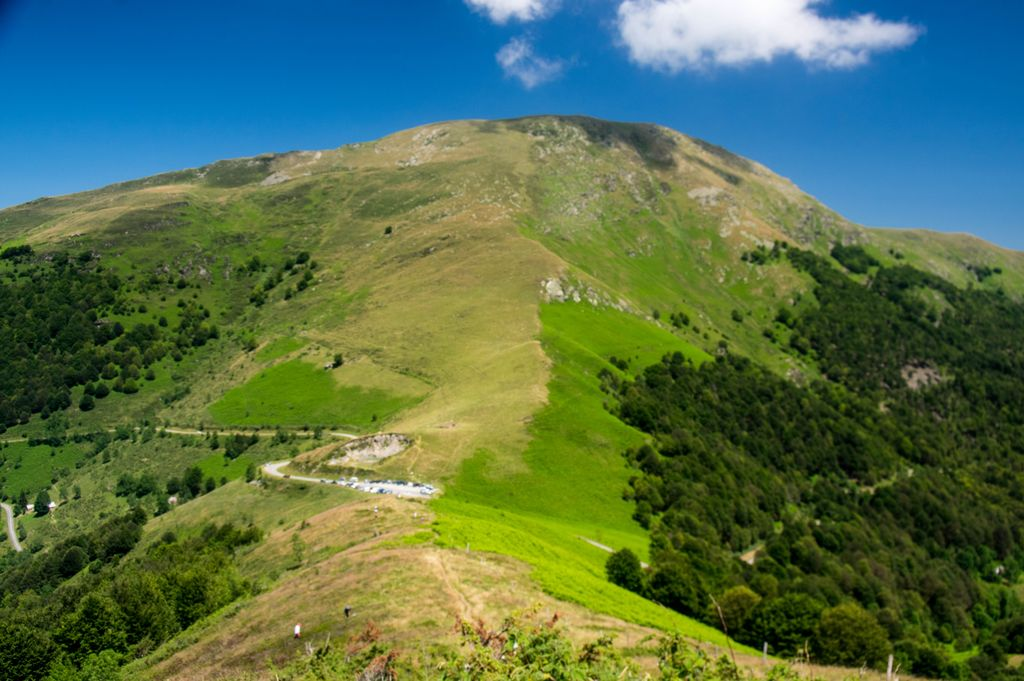
Le col de la Core en contrebas du cap de Bouirex.

La montagne couserannaise résulte, comme l'ensemble des Pyrénées, du choc de deux plaques continentales, la plaque « ibérique » et la plaque « européenne ». Les roches sédimentaires qui s'étaient formées au fond des mers au cours des périodes précédentes ont alors été portées en altitude et très vigoureusement redressées, parfois à la verticale. On peut encore voir de nos jours, à quelques kilomètres en aval d'Aulus-les-Bains et balafrant le paysage montagnard, le banc calcaire redressé, témoin de la limite entre les deux plaques.
Mais ce sont des périodes plus proches qui vont contribuer à façonner les paysages du Couserans, tels que nous les connaissons.
D'abord, pendant la longue période du Tertiaire, une intense érosion réduit considérablement la hauteur de ces montagnes et met en place un premier réseau de vallées entre lesquelles s'étendent des surfaces inclinées, dont l'une se remarque encore de nos jours dans le paysage : elle limite, à l'ouest, le bassin d'Oust, partant du Mont Valier (2 848 m), passant par le cap de Bouirex (1 873 m), pour finir sur les montagnes de Sourroque (1 400 m) qui dominent Saint-Girons.
Le Couserans était célèbre dans l'Antiquité et le Haut Moyen Âge pour certaines de ses nombreuses carrières de marbre à Balacet, Castelnau-Durban, Cazavet, Esplas-de-Sérou, Montégut-en-Couserans, Rivèrenert, Seix (le marbre vert d'Estours y est à nouveau exploité depuis 2008)... Ainsi, le marbre noir veiné de blanc appelé le grand antique d'Aubert à Moulis est à nouveau exploité depuis 2014 ; Cette carrière a fourni des parements à la basilique Sainte-Sophie inaugurée par l'empereur Justinien en 537.

### Les glaciers
Mais c'est surtout la période des glaciations qui va façonner la haute montagne.
Le Couserans a connu, dans sa partie orientale, un glacier relativement important, dans les montagnes qui s'étendent entre Aulus et Ustou, sur le site de l'actuelle station de ski de Guzet et descendant dans les vallées du Garbet et de l'Alet, deux affluents du Salat. Entre le pic Rouge de Bassiès et les pics de Certescans - Montabonne (2 840 m), sur une dizaine de kilomètres de longueur, la ligne de crête ne descend jamais en dessous de 2 400 m. En outre, au nord de cette crête, les espaces situés au-dessus de 1 800 m sont relativement vastes : ils s'étendent sur 2 à 3 km au minimum dans le secteur de Guzet, du pic de Séron au pic du Freychet. Certes, ces dimensions semblent modestes, mais, dans ces montagnes des Pyrénées centrales aux versants très raides, de telles configurations sont exceptionnelles. C'est donc là que s'accumulèrent, pendant les périodes les plus froides de cette époque glaciaire qui dura un million d'années, les neiges qui alimentèrent ce glacier. Il en subsiste, vers 1 800 mètres d'altitude, de nombreux lacs fermés par des verrous glaciaires (étangs d'Alet, de la Hilette, d'Aubé, du Garbet) et des cirques, dont les plus connus sont Cagateille ou le Garbetou, sans oublier, plus à l'ouest, dans la haute vallée du Salat, le cirque d'Anglade dans la commune de Couflens.
Ce gros glacier descendait en une masse compacte entre les actuelles vallées de l'Alet et du Garbet. Arrivé au niveau du col de Latrape, situé actuellement vers 1 100 m, il se heurtait au chaînon du pic de l'Adosse et se séparait en deux langues vers les deux vallées d'Aulus et d'Ustou, situées actuellement entre 700 et 800 m d'altitude. Les vallées de ces deux villages ont, par endroits, les flancs abrupts des vallées glaciaires en auge.

### Qualité de l'air et consommation énergétique
Si c'est sans grande surprise que l'Ariège se classe troisième département de France pour la qualité de l'air, le Couserans améliore probablement encore ce constat du fait de sa faible population et de l'absence d'industrie polluante. Selon un diagnostic réalisé pour la communauté de communes Couserans-Pyrénées et présenté en 2018, 94 % de la consommation électrique est couverte par la production hydroélectrique et photovoltaïque et 27 % de la chaleur consommée est issue du bois de chauffage.
La consommation d'énergie des foyers s'élève à 789 GWh par an pour le Couserans, ce qui correspond à une facture énergétique de 81 millions d'euros/an, soit 2 700 € par an et par habitant.

## Démographie
Après la seconde guerre mondiale, le déclin progressif de l'agriculture familiale, du petit commerce et l'industrie papetière s'est manifesté par une diminution assez nette de la population, partiellement jugulée dès les années 1970 par l'installation de néo-ruraux venus des villes du nord de la France et des pays riverains. Cet apport, en partie conflictuel avec les autochtones et avec de nombreux échecs initiaux d'implantation, s'est progressivement ancré sur le territoire, a fonctionné en réseau et a généré une diversité des initiatives culturelles, associatives et plus tardivement entrepreneuriales. Au XXIe siècle, la population du Couserans s'avère globalement stable et même en légère croissance, à l'inverse de secteurs ruraux de même type dans des départements moins favorisés climatiquement comme le Cantal ou la Creuse.

## Histoire

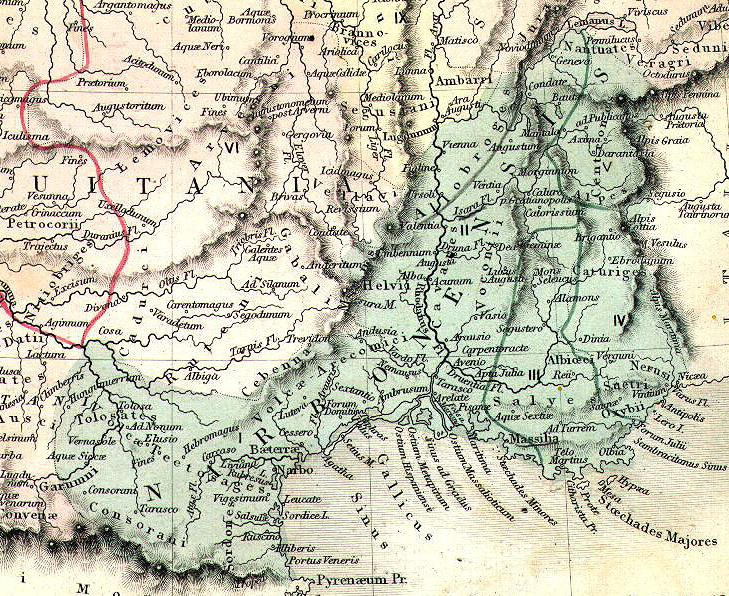
Carte de la Narbonnaise.
Couserans (Consorani) et Lugdunum Consoranorum au sud-ouest.

### Préhistoire
Habité depuis fort longtemps comme l'attestent les témoignages laissés par la culture magdalénienne, des trouvailles archéologiques en divers sites pour l'essentiel déposées au musée Saint-Raymond de Toulouse ne peuvent venir rivaliser avec les grottes du Volp, site classé fermé au public, situées à Montesquieu-Avantès dont le patrimoine est d'une richesse exceptionnelle.

### Période antique
Le Couserans passe sous l'autorité de Rome en 121 avant Jésus-Christ. La cité antique des Consoranni, Lugdunum Consoranorum ou Civitas Consorannorum, bâtie sur un promontoire dominant le Salat, la principale rivière du Couserans, a peut-être été fondée avant Lugdunum Convenarum (Saint-Bertrand de Comminges), par Pompée à son retour d’Espagne, en 72 avant Jésus-Christ. La cité connaît alors un essor parallèle à Lugdunum Convenarum l’autre ville importante du territoire dominé par les Consoranni avant la conquête romaine du Sud de la Gaule. Durant l'antiquité romaine, le Couserans faisait partie de la vaste Gaule narbonnaise qui sera ensuite divisée au IVe siècle, sous la tétrarchie. Le Couserans deviendra constituant de la Narbonnaise première.
La christianisation précoce du Couserans, au IVe siècle est attribuée à Valerius, le premier évêque de la cité. La montagne emblématique du Couserans porte son nom : le Mont Valier, aussi appelé Mont Saint Valier.

### Période médiévale
Durant les temps troublés du haut Moyen Âge, les invasions se succèdent autour du piémont pyrénéen, entre barbares venus du nord et Maures du sud. Lugdunum Consoranum est plusieurs fois attaquée. Elle doit d’ailleurs son nouveau nom de Saint-Lizier à l’un de ses défenseurs, un certain Licerius, évêque d’origine portugaise, au VIe siècle.
L'expression comté de Couserans est très ancienne, sans qu'on puisse la dater exactement. Bernard Roger de Foix († vers 1036/1038), comte de Foix, s'intitule comte de Couserans à partir de 1012, le territoire dépend donc du Languedoc, sous domination fuxéenne. Les descendants de Bernard Roger sont comtes de Couserans, même si le titre n'est plus utilisé à partir du XIIe siècle (d'autant que vers 1126-1130 le comte Bernard Ier de Comminges s'empare du haut Salat) :
- Pierre Bernard de Foix († 1074), comte de Couserans et de Foix (fils cadet de Bernard Roger) < père de Roger II († 1124) < Roger III († 1148) < Roger Bernard Ier de Foix († 1188) < Roger Ier de Comminges-Couserans est généralement donné comme le gendre  de Roger-Bernard de Foix (voir ci-après)[7].

De leur côté, les comtes de Comminges, de plus en plus présents, créent une vicomté de Couserans, ouvrant une période de domination gasconne : ainsi, Roger de Comminges, fils cadet du comte de Comminges et sgr. de Samatan Bernard III Dodon († 1176 ; époux d'une fille d'Alphonse Jourdain de Toulouse), devient Roger Ier vicomte de Couserans vers 1180, et fonde les vicomtes de Couserans de la Maison de Comminges-Couserans. Pour établir un lien du sang (fort probable au demeurant, à cause de la vicomté de Carcassonne), Roger Ier de Couserans, aussi vicomte de Carcassonne, est souvent présenté comme un gendre de Roger Bernard Ier de Foix et Cécile Trencavel ; mais on peut aussi imaginer que Roger devient simplement vicomte de Couserans en 1176 par le partage des biens paternels avec son frère aîné Bernard IV de Comminges. Il meurt en 1211, laissant la vicomté à son fils (voir « Filiation »)
Le Couserans n'a pas échappé au vaste mouvement de création de bastides, villes neuves comme ce fut le cas essentiellement dans le sud-ouest. Ce fut successivement La-Bastide-de-Sérou (1252), Le quartier Villefranche de Saint-Girons (1256), Montjoie (1268), Rimont (1272), Montesquieu-Avantès (1272), Lacave (1273) et La-Bastide-du-Salat (1273).
Comme partout dans le massif pyrénéen au Moyen Âge, l’évêché du Couserans affronte les convoitises et les ambitions des puissants féodaux voisins, les comtes de Comminges, de Foix, ou de Pallars. Mais les évêques parviennent à maintenir l’unité de ce petit pays, et favorisent la construction et l’ornementation des édifices religieux, dès l’époque romane et tout au long des siècles jusqu’à la suppression du diocèse à la Révolution. À partir du comté de Carcassonne a été créé le comté de Foix, lequel a généré le comté de Couserans.
Si le XIIIe siècle fut opulent, le siècle suivant se caractérise par un fort recul démographique dû à la grande famine des années 1310, initiée ou amplifiée par les prémices du Petit Âge glaciaire, puis la peste noire en 1348 avant que ne survienne la guerre de Cent ans précédée par des pillages ponctuels commis par des Routiers, comme ce fut par exemple le cas à Sainte-Croix Volvestre.

### Période de la Renaissance
Lors du serment du Plan-d'Arem, le 22 avril 1513, réuni à Fos pour renouveler solennellement le traité de lies et passeries entre les vallées des Pyrénées centrales, étaient présents des représentants de la châtellenie de Castillon, de la vicomté de Couserans et des villes de Saint-Lizier et de Saint-Girons.

### Révolution française
Les députés du Couserans dans le cadre du Pays de Couserans assemblé à Saint-Girons, pour l'Assemblée constituante sont Louis Joseph de la Boëssière de Chambors pour le Tiers-État, Louis-Marie de Panetier de Miglos pour la noblesse et Dominique de Lastic de Fournels pour le clergé.
Fin 1789 est envisagée la création d'un département du Couserans. Jean de Lingua de Saint-Blanquat (1741-1813), éphémère député de la noblesse de la province, refuse et se rend à Paris avec une délégation pour plaider cette cause. Le pays sera jugé trop pauvre pour subvenir aux besoins d'une administration. L'alternative était alors entre la future Ariège ou à la future Haute-Garonne sans omettre le rôle  considérable de l'appaméen Marc-Guillaume-Alexis Vadier (1737-1841). Le 13 décembre 1789, les députés du Tiers état Vadier et Georges Bergasse de Laziroules (1763-1827) écrivent que « Pamiers et Foix doivent se réunir sans perdre de temps pour faire les démarches convenables auprès des villes de Saint-Girons et de Mirepoix et autres pour la formation du département ». Finalement, le Couserans préféra s'adjoindre à l'Ariège et le 18 janvier 1790, les représentants du pays de Foix et ceux du Couserans se réunirent pour signer un protocole d'accord acceptant la création du département de Foix et du Couserans. L'Assemblée nationale entérina ce choix le 27 janvier 1790 avec la création de l'Ariège.
Dans le cahier de doléances de la noblesse de la sénéchaussée de Couserans, la question des colonies et de l'esclavage apparaît. S'il n'est pas question d'abolir l'esclavage mais de donner une représentativité aux habitants des colonies dans l'Assemblée des Etats généraux et de « prendre en considération le sort des nègres de nos colonies ». 

## Économie

### Terre d'échanges
Au Moyen Âge, le territoire du Couserans situé à la convergence du comté de Comminges, du comté de Foix et avec des enclaves languedociennes a raisonnablement bénéficié de cette position géographique et de la création de bastides au XIIIe siècle. Plus tard, le territoire s'est progressivement fragilisé par rapport aux territoires voisins du Comminges, de Foix, de Pamiers... du fait d'une montagne assez rude. L'économie agro-pastorale y était précaire, la population trop nombreuse et la révolution industrielle a oublié ce coin de France qui a cependant valorisé quelques mines, du marbre et de la papeterie au fil de l'eau. La production fromagère a généré une production appréciée au-delà du territoire en constituant la seule distinction agricole.

### AuXXIesiècle
Territoire relativement enclavé, diverses initiatives conduites à la fin du XXe siècle voulues par les collectivités locales regroupées ont permis l'émergence d'un tissu d'entreprises concentré le long de la RD 117 de Saint-Girons à Caumont et principalement sur la zone industrielle du Couserans à Lorp-Sentaraille alors que la tendance était déjà à la désindustrialisation, laquelle a concerné les papeteries locales.
Au 1er janvier 2017, la constitution de la vaste communauté de communes Couserans-Pyrénées laisse entrevoir des perspectives mieux coordonnées et davantage déconcentrées.